# Viktor Farkas
Viktor Stefan Farkas (* 30. Mai 1945 in Wien; † 1. November 2011 in Wien) war ein österreichischer Journalist und Autor. In seinen Büchern behandelte er zumeist grenzwissenschaftliche Themen, die Prä-Astronautik und umstrittene Anomalien. Dabei unterstützte er Verschwörungstheorien und die Annahme der Existenz paranormaler Phänomene, wie etwa UFOs oder dem Mothman.
Farkas war Mitglied unter anderem bei Mensa Österreich, beim Presseclub Concordia und dem Österreichischen Journalisten Club. Anlässlich des Orwell-Jahres 1984 verfasste er das erste deutsche SF-Quizbuch. Einige seiner Werke sind auch auf Tschechisch erschienen.
Viktor Farkas wurde am Friedhof der Feuerhalle Simmering bestattet (Abteilung E19, Nummer 458).

## Schriften
- Das SF-Quizbuch (1986), ISBN 3442234530
- Lasset uns Menschen machen. Schöpfungsmythen beim Wort genommen (mit Peter Krassa, 1986), ISBN 3813181375
- Unerklärliche Phänomene jenseits des Vorstellbaren (1988), ISBN 3524690696
- Esoterik eine verborgene Wirklichkeit (1990), ISBN 3524690947
- Jenseits des Vorstellbaren. Ein Reiseführer durch unsere phantastische Wirklichkeit (1996), ISBN 3938516232
- Wer beherrscht die Welt? (1997), ISBN 3701503761
- Rätselhafte Wirklichkeit. Aus den Archiven des Unerklärlichen (1998)
- Zukunftsfalle – Zukunftschance. Leben und Überleben im Dritten Jahrtausend (2000), ISBN 3829575017
- Neue unerklärliche Phänomene (2001), ISBN 3895390739
- Geheime Bünde & Verschwörungen in der 10 Bändigen Reihe rätselhafte Phänomene (2001)
- Geheimsache Zukunft. Von Atlantis zur hohlen Erde (2001), ISBN 3895390747
- Vertuscht (2002)
- Schatten der Macht. Bedrohen geheime Langzeitpläne unsere Zukunft? (2003), ISBN 3930219689
- Lügen in Krieg und Frieden. Die geheime Macht der Meinungsmacher (2004), ISBN 3701504644
- Mythos Informationsgesellschaft. Was wir aus den Medien nicht erfahren (2005), ISBN 3938516143
- Gnadenlose Macht. Steht die ganze Welt auf dem Spiel? (2007), ISBN 978-3938516591
- Unsichtbare Fronten: Stell dir vor, es ist Krieg und keiner merkt es (2009)

Übersetzungen
- John Spencer: Geheimnisvolle Welt der UFOs. Sichtungen, Entführungen, Kontakte. Bertelsmann-Club, Gütersloh 1992 (Original: UFOs. The definitive Casebook)